# 夜半3點鐘
《夜半3點鐘》（英語：03:00 A.M.）是一部1997年香港恐怖鬼片，成系列電影三部曲的最後一作，由錢永強執導，李綺虹、湯寶如、陳小春、張達明。

## 劇情簡介
電影分成三段，主題分別為：「書包」、「打麻將」、「猛鬼大廈」
書包：小學生被指偷書包，因而自殺跳樓，女記者進一步追查，究竟真相為何..
打麻將：阿四與其閨蜜至長洲渡假，其渡假村裡卻沒有她們想的那麼單純。
猛鬼大廈：兩名裝修工人，恰巧撿獲金項鍊，卻開始看見髒東西，還一路倒楣。

## 角色介紹
| 演員     | 角色       | 簡介                                                                   |
| 書包     |            |                                                                        |
| 李綺虹   | 電視台記者 | 採訪女童懷疑偷書包跳樓自殺事件                                         |
| 李健仁   | 戇框成     | 自稱被跳樓自殺女童纏身                                                 |
| 林尚義   | 曹博士     | 被電視台邀請見證鬼上身事件(名字影射曹宏威)                             |
| 打麻將   |            |                                                                        |
| 湯寶如   | 阿四       | 與友人到長洲渡假，誤租“東堤小築”遠近聞名的鬼屋，其後發生的一連串怪事。 |
| 陳彥行   | 阿四之友   | 與友人到長洲渡假，誤租“東堤小築”遠近聞名的鬼屋，其後發生的一連串怪事。 |
| 紀焱焱   | 阿四之友   | 與友人到長洲渡假，誤租“東堤小築”遠近聞名的鬼屋，其後發生的一連串怪事。 |
| 黃紀瑩   | 阿四之友   | 與友人到長洲渡假，誤租“東堤小築”遠近聞名的鬼屋，其後發生的一連串怪事。 |
| 猛鬼大廈 |            |                                                                        |
| 陳小春   | 大粒瘡     | 電梯維修工人                                                           |
| 張達明   | 哨牙雞     | 電梯維修工人                                                           |
| 陸劍明   |            |                                                                        |

## 夜半系列三部曲
- 《夜半1點鐘》（1995年）
- 《夜半2點鐘》（1997年）
- 《夜半3點鐘》（1997年）

## 外部連結
- 香港影庫上《夜半3點鐘》的資料（繁體中文）
- 互联网电影数据库（IMDb）上《夜半3點鐘》的资料（英文）
- 豆瓣电影上《夜半3點鐘》的資料 （简体中文）
- 时光网上《夜半3點鐘》的資料（简体中文）